# Musée national de Corée
Le musée national de Corée est le principal musée d'art et d'histoire en Corée du Sud. Par sa superficie totale de 137 201 m2, il est l'un des plus grands musées du monde. Il a accueilli 2 730 204 visiteurs en 2009. Depuis sa fondation, le musée a réalisé de nombreuses études en archéologie et en histoire et a développé plusieurs programmes éducatifs et des expositions.
En octobre 2005, le musée a emménagé dans un nouveau bâtiment dans le parc familial Yongsan à Séoul. Il contient plus de 220 000 objets dont 13 000 exposés. Ces pièces sont regroupées en six sections d'expositions permanentes, les galeries d'archéologie, d'histoire, des beaux-arts (2x), des donations et des arts asiatiques.

## Histoire

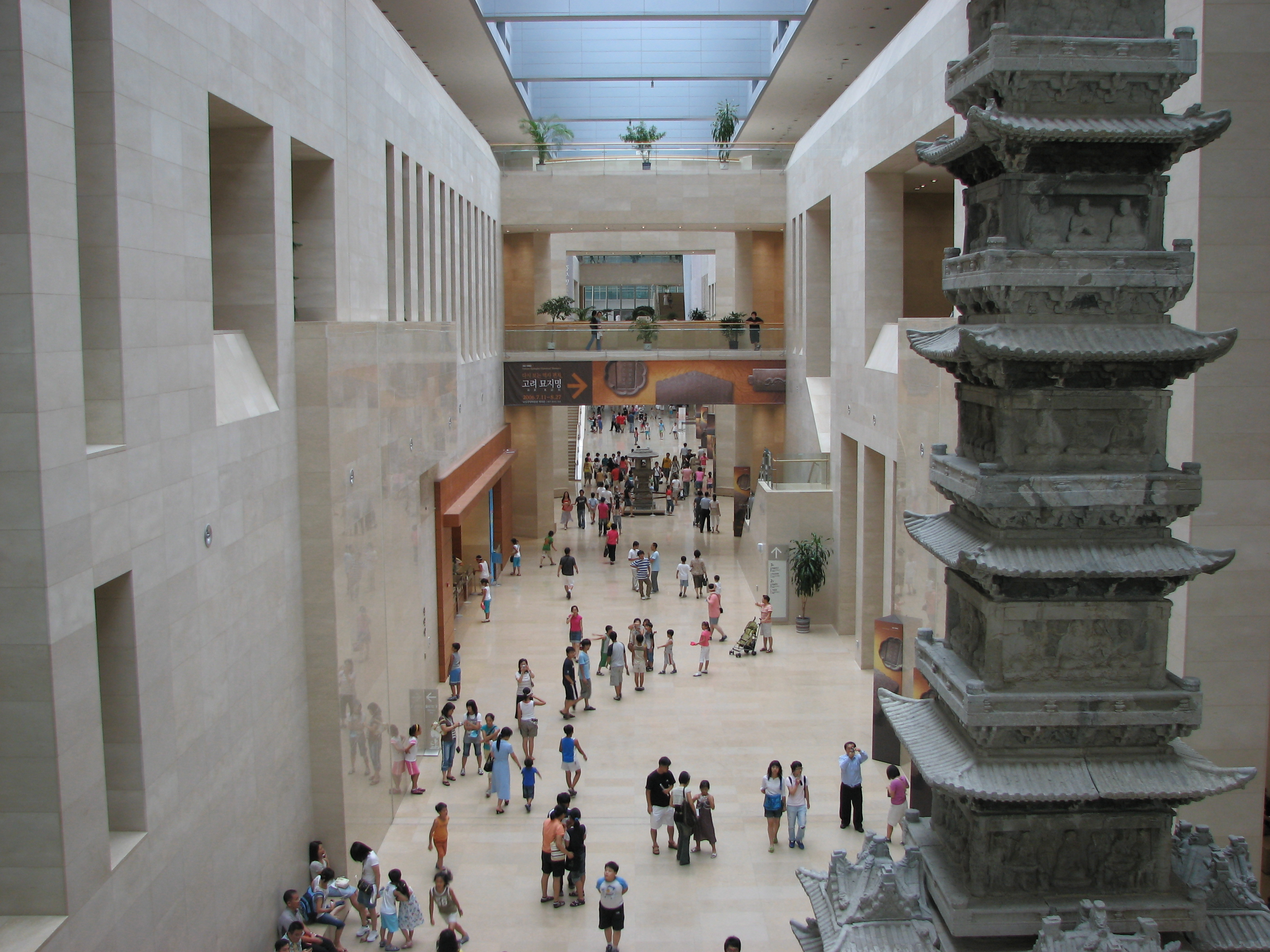

En 1908, l'empereur Sunjong fonda le premier musée de Corée, le musée impérial, durant les dernières années de la dynastie Joseon. La collection du musée impérial située à Changgyeonggung et le musée du gouvernement général japonais formèrent le noyau de la collection du musée national crée en 1945 lorsque la Corée retrouva son indépendance.
Pendant la guerre de Corée, les 20 000 pièces du musée ont été transportées à Pusan pour les préserver d'une possible destruction. À leur retour, le musée fut logé aux palais de Gyeongbokgung et de Deoksugung. En 1972, un nouveau bâtiment fut construit près du palais Gyeongbokgung.
Le musée déménagea encore en 1986 à Jungangcheong, l'ancien bâtiment du gouvernement général japonais qui abrita le musée jusqu'à sa démolition en 1995. Ce choix fut la source de critiques et de controverses interminables. Beaucoup de personnes ne pouvaient pas concevoir l'idée de conserver et de montrer les objets culturels les plus précieux de la nation dans le bâtiment du gouvernement japonais. Finalement, le gouvernement décida de démolir le bâtiment et lança le projet d'une nouvelle construction dans le parc familial de Yongsan. Le premier prix fut remporté par Kim Chang-il de la société Junglim. Entretemps, le musée fut rouvert temporairement au public dans la halle de l'éducation sociale.
Le musée national a rejoint sa localisation actuelle en 2005, l'inauguration officielle a eu lieu le 28 octobre 2005. Le complexe de Yongsan est d'une taille impressionnante : 45 438 m² au sol et 307 227 m² utiles. Faisant partie des six plus grands musées du monde, il est prêt à devenir une des premières institutions culturelles d'Asie.

## Collection
Le musée comprend trois étages. Le premier accueille la galerie archéologique présentant 4500 objets datant du Paléolithique jusqu'à la période de Silla. La galerie historique se trouve aussi au premier étage. Le deuxième étage contient la première galerie des beaux-arts, elle contient 890 pièces décrivant l'art religieux et traditionnel coréen. Cet étage accueille aussi la galerie des donations avec 800 pièces provenant d'une grande variété de cultures. La deuxième galerie des beaux-arts se trouve au troisième étage, elle présente 630 objets d'artisanat (métaux, céladon, buncheong, porcelaine blanche de la période Joseon et des sculptures bouddhistes de Corée. Finalement, aussi au troisième étage, 970 objets forment la galerie des arts asiatiques. Ils montrent les similitudes et les différences dans l'art entre les régions ainsi que la confluence des arts asiatiques et occidentaux le long de la route de la soie. Cinq pièces sont centrées sur les arts indiens et sud-orientaux, sur l'art de l'Asie centrale, de la Chine, du Japon et sur les découvertes sous-marines. Le rez-de-chaussée contient des parcs, des jardins avec des plantes locales et une collection de pagodes, de stupas, de lanternes et de stèles.

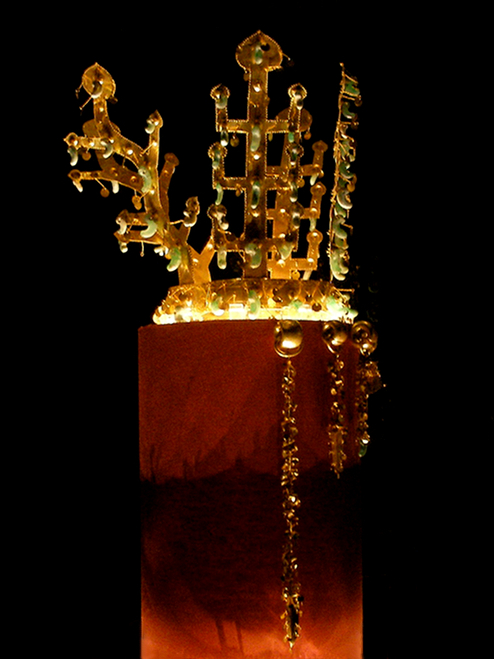
Couronne en or de Silla

## Objets représentatifs

### Couronne en or
Silla, Ve siècle, trésor national n° 191.
Cette couronne en or a été trouvée dans la tombe nord de Hwangnamdaechong à Gyeongju. Dans cette tombe, d'autres ornements ont été trouvés dont une ceinture en argent portant l'inscription « buindae » (la ceinture de madame). Pour cette raison, on présume que cette couronne a appartenu à une femme.

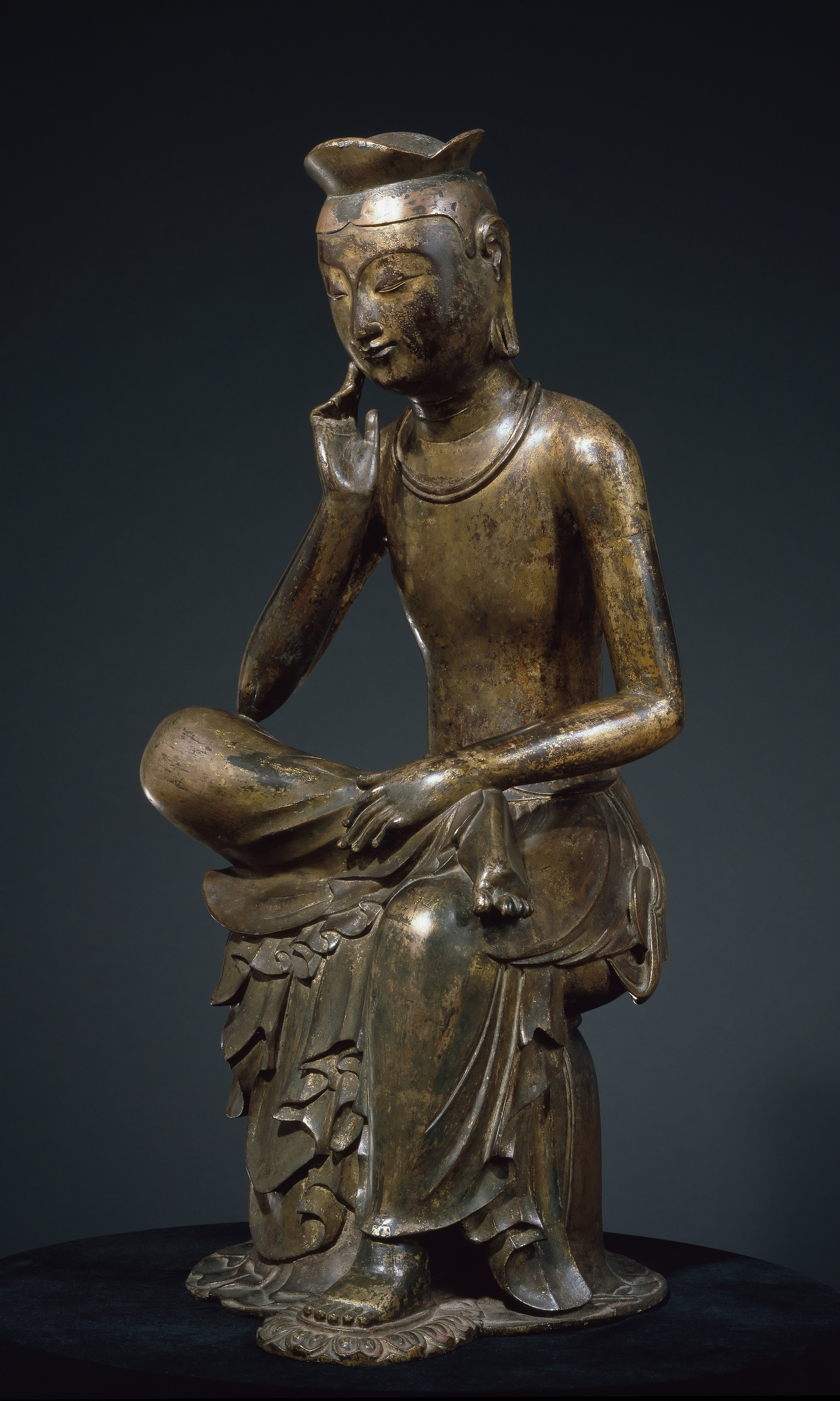
Trésor national n° 83

### Bodhisattva pensif
Période des Trois Royaumes, début du VIIe siècle, trésor national n° 83.
Ce bodhisattva pose une jambe sur sa cuisse et parait perdu dans ses pensées tout en touchant sa joue avec ses doigts. Les statues dans cette posture ont été inspirées par la position des Bouddhas en train de contempler la vie des êtres humains. Une couronne plate appelée la couronne des trois montagnes ou bien la couronne de lotus est posée sur sa tête. Il est torse nu, portant un simple collier. Cette statue possède de grandes similitudes avec le bodhisattva pensif en bois du Kōryū-ji de Kyoto qui est présumé avoir été fondé par un moine venu de Silla. Silla serait donc son lieu de création. Cependant, ses formes bien équilibrées associées à une réalisation fine et élégante laissent aussi supposer qu'il aurait été fait à Baekje.

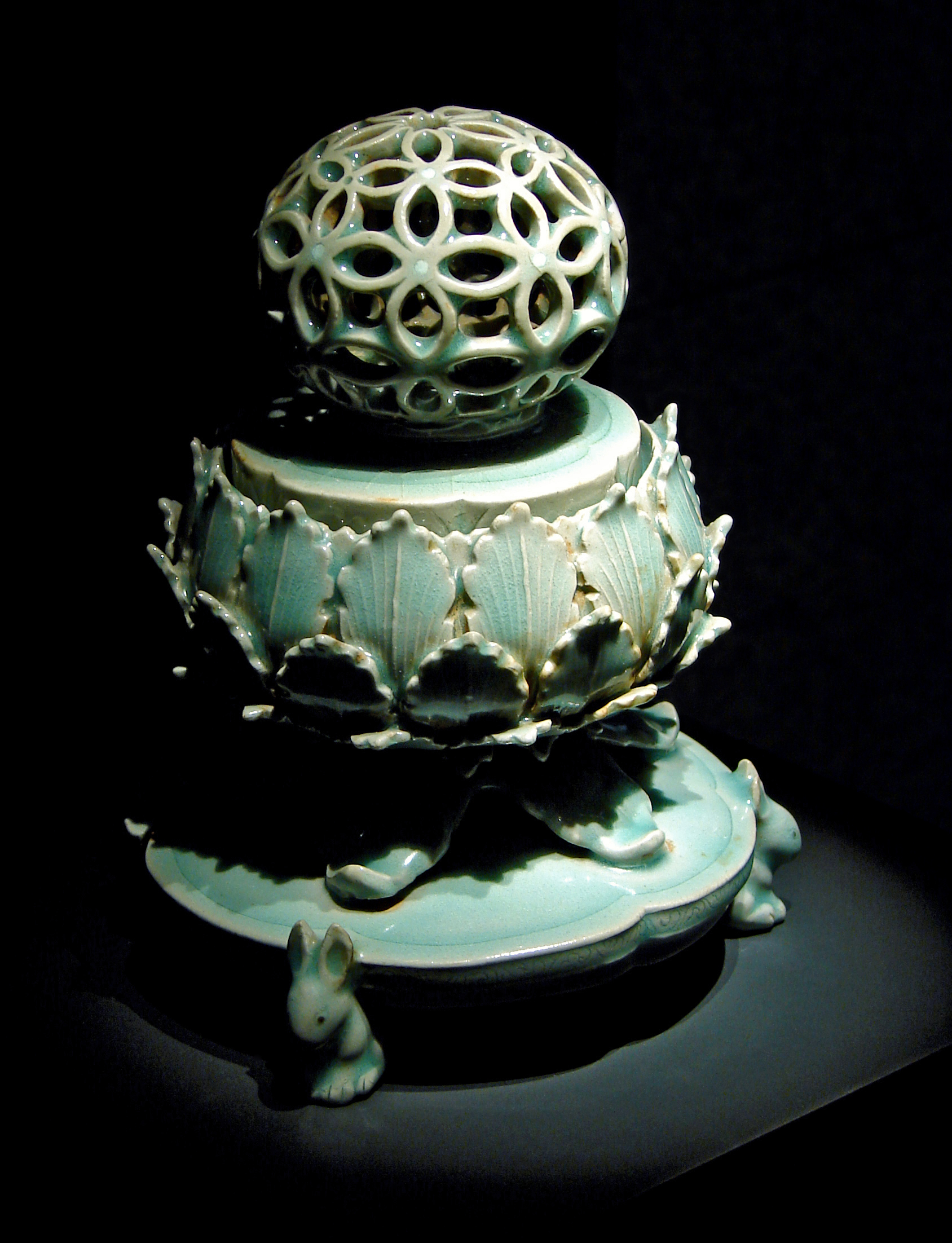
Le brûleur d'encens en céladon

### Brûleur d'encens en céladon
Goryeo, XIIe siècle, trésor national n° 95.
Ce brûleur d'encens représente la céramique céladon de Goryeo dans sa meilleure qualité. Il est composé d'un couvercle troué en son milieu, d'un brûleur et d'un support. Au-dessus, une boule finement incisée répand les vapeurs d'encens dans toutes les directions. La variété de ses formes et des techniques utilisées (incisions, reliefs, incrustations…) font de cet objet une magnifique œuvre d'art.

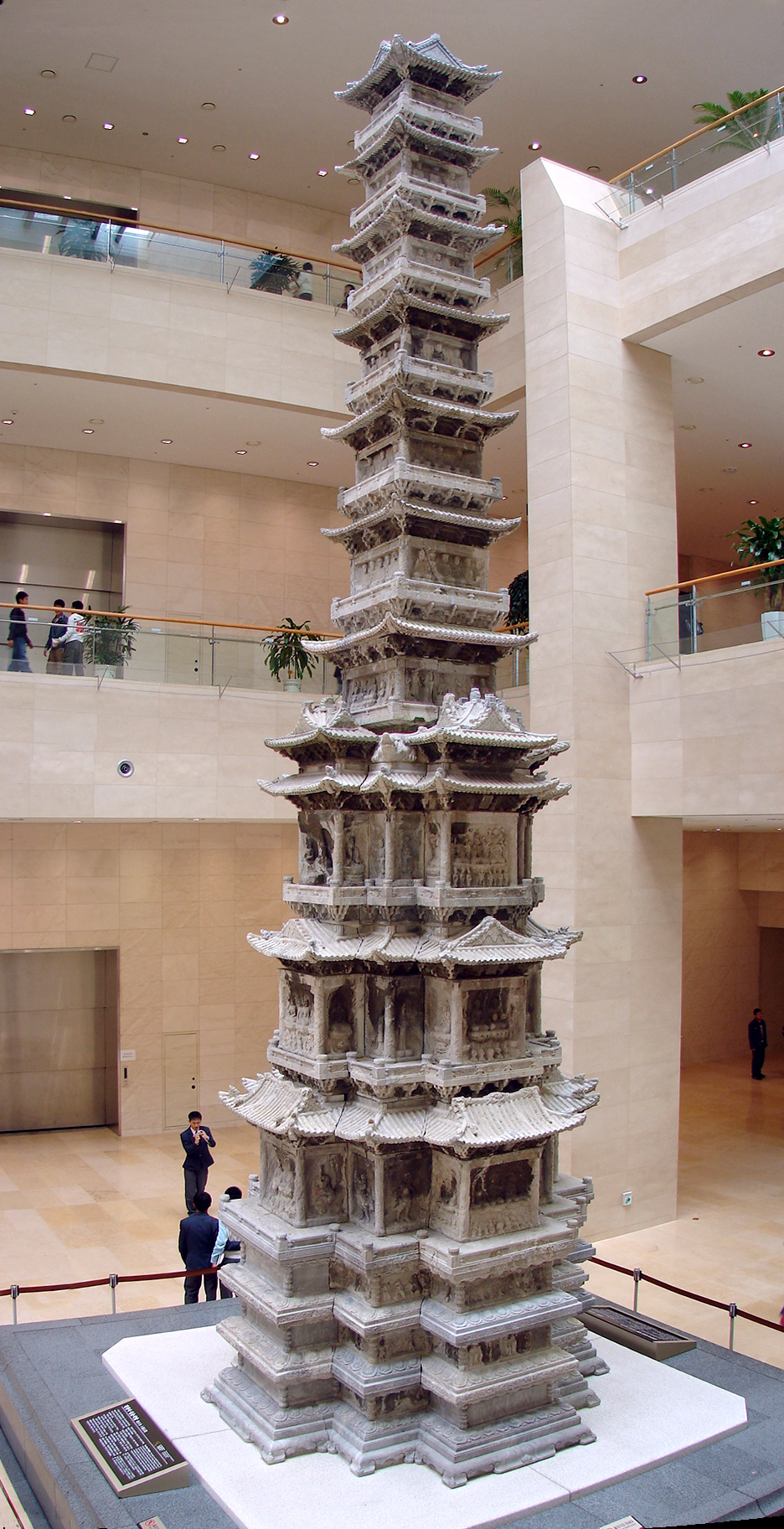
La pagode de Gyeongcheonsa

### Pagode à dix niveaux
Temple de Gyeongcheon, Goryeo, 1348, trésor national n° 86.
Cette pagode en marbre haute de 13,5 m a été initialement construite au monastère de Gyeongcheon dans la quatrième année (1348) du règne de Chungmok de Goryeo d'après l'inscription gravée sur le premier niveau. Gyeongcheonsa était situé au pied du mont Buso à Gwangdeok-myeon dans l'arrondissement de Kaepung. C'est une des rares pagodes en marbre, les sculpteurs coréens préférant généralement le granit. Les détails de la construction cherchent à créer l'illusion que la pagode a été faite en bois. C'est ce qui fait sa valeur puisqu'elle donne un exemple du style de construction de l'époque Goryeo en bois qui a été perdu en grande partie.
En 1907, elle a été illégalement transportée au Japon par un officiel de la cour japonais avant d'être ramenée en Corée en 1918 grâce aux efforts des journalistes E. Bethell et H. Hulbert. Elle fut exposée à partir de 1960 dans le palais Gyeongbokgung au cœur de Séoul mais elle a souffert des intempéries et des pluies acides. Depuis 2005, elle est exposée à l'intérieur du musée national.

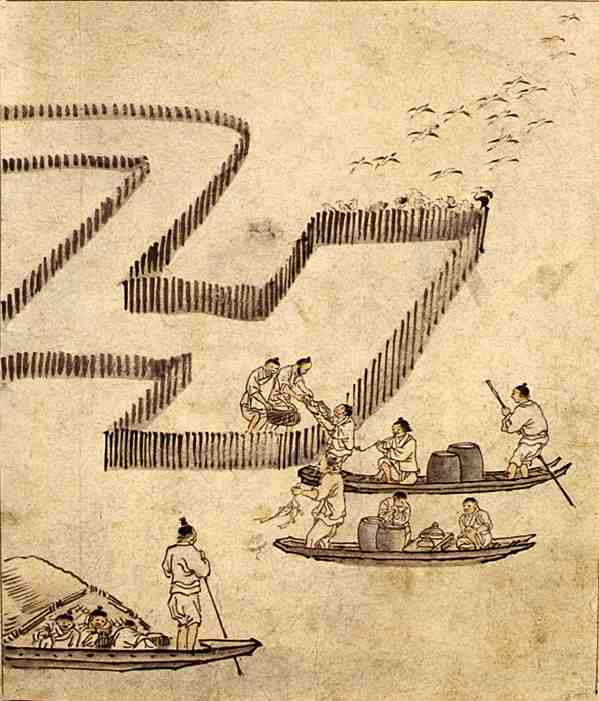
La pêche par Danwon

### Album de peintures de genre
Danwon, période Joseon, XVIIIe siècle, trésor de Corée n° 527.
Danwon, de son vrai nom Kim Hong-do, est connu pour ses peintures pleines d'humour et de candeur représentant la vie des gens du peuple. Cet album (en) est composé de 25 peintures. Chacune d'elles se focalise sur les personnages, il n'y a pas d'arrière-plan. Les peintures de Danwon ressemblent à des esquisses mais les traits sont expressifs et les compositions équilibrées. Cet album a probablement été réalisé lorsque Danwon avait près de 40 ans.